# Metal básico
Un metal básico es un metal común y económico, a diferencia de un metal precioso como el oro o la plata. En numismática, las monedas a menudo derivan su valor del contenido de metales preciosos. Sin embargo, los metales básicos también se han utilizado en monedas.

## Definiciones específicas
A diferencia de los metales nobles, los metales básicos se pueden distinguir oxidando o corroyendo con relativa facilidad y reaccionando de forma variable con ácido clorhídrico diluido (HCl) para formar hidrógeno. Los ejemplos incluyen hierro, níquel, plomo y zinc. El cobre también se considera un metal básico porque se oxida con relativa facilidad, aunque no reacciona con el HCl.
En minería y economía, el término metales básicos se refiere a metales industriales no ferrosos, excluyendo los metales preciosos. Estos incluyen cobre, plomo, níquel y zinc.
El Servicio de Aduanas y Protección Fronteriza de los Estados Unidos es más inclusivo en su definición. Incluye, además de los cuatro anteriores, hierro y acero, aluminio, estaño, tungsteno, molibdeno, tántalo, cobalto, bismuto, cadmio, titanio, circonio, antimonio, manganeso, berilio, cromo, germanio, vanadio, galio, hafnio, indio, niobio, renio y talio, así como sus aleaciones.